# Santiago Botero
Pour les articles homonymes, voir Botero.
Botero  Echeverry est un nom espagnol. Le premier nom de famille, en général paternel, est Botero ; le second, en général maternel, souvent omis, est Echeverry.
Santiago Botero Echeverry est un coureur cycliste colombien né le 27 octobre 1972 à Medellín. Passé professionnel en 1996, il reste au sein des pelotons jusqu'au 6 juillet 2010,. Il a notamment remporté le championnat du monde du contre-la-montre en 2002, deux championnats de Colombie du contre-la-montre, le Tour de Romandie 2005 ainsi que le classement de la montagne du Tour de France en 2000. Il a été mêlé à l'affaire Puerto, ce qui l'écarte de son équipe en 2006.

## Biographie

### Le début
Depuis son enfance, Botero aimait beaucoup les vélos, surtout après que son père, Alberto Botero, lui eut donné un vélo tout-terrain, avec lequel il s'est entraîné et a commencé à participer à des courses de VTT à Medellín. Bien qu'il n'ait pas été un très bon élève académique, il est devenu l'un des cyclistes les plus importants de Colombie.
Juan Darío Uribe, est un médecin du sport qui l'a découvert et l'a amené au cyclisme sur route. Uribe dit qu'il a fait subir à Botero un test d'effort comme celui qu'il a fait avec ses coureurs (parmi eux Oscar de Jesús Vargas, Carlos Mario Jaramillo et Juan Diego Ramírez) sur un vélo stationnaire. Les résultats avec Botero ont été surprenants.
Au moment du test, les cyclistes professionnels atteignaient généralement 600 watts de puissance et étaient sur le point de s'évanouir. Santiago ressemblait à un robot à ce stade du test et haletait à peine. "J'ai réalisé que j'avais des conditions de surdoué. Aucun des milliers d'athlètes d'Indeportes Antioquia que j'ai étudiés n'a présenté un tel niveau de force", a déclaré le Dr Uribe.
Uribe a insisté à l'époque pour que Botero soit formé en Europe et non en Colombie, après quoi Santiago a fait ses débuts professionnels en 1996 avec l'équipe espagnole de Kelme.

## Carrière professionnelle
Santiago Botero l'un des grands représentants du cyclisme colombien. Avec Luis Herrera, il est le cycliste colombien avec le plus d'étapes remportées sur le Tour de France (3 participations sur 6 à La grande boucle). Sa capacité à s'imposer dans les contre-la-montre, combinée à ses compétences en montagne font de Botero un cycliste complet. Il a commencé sa carrière professionnelle en 1996, depuis lors il a participé à trois éditions du Tour de France et quatre éditions du Tour d'Espagne.
Pendant la majeure partie de sa carrière, il a été membre de l'équipe Kelme, mais en 2003, il a rejoint T-Mobile. Sa bonne performance au sein de l'équipe Kelme ne s'est pas avérée la même dans l'équipe T-Mobile ; dans ce dernier, Botero a été accusé d'avoir un manque de discipline pour s'adapter à la formation de l'équipe, mais selon lui, sa mauvaise performance était due à des problèmes de santé.
En octobre 2004, il rejoint Phonak, avec Miguel Ángel Martín Perdiguero de Saunier Duval, ainsi avec Víctor Hugo Peña et Floyd Landis, de Discovery Channel-Berry Floor.

### Botero et le Tour de France
Il participe, pour la première fois, en 2000. Il s'illustre, lors de la 14e étape, en passant en tête du col de l'Izoard et s'imposant à Briançon. A Paris, il termine 7e du classement général et meilleur grimpeur. 
En 2001, il termine, à nouveau dans le Top 10 (8e) sans toutefois d'étape. 
En 2002, il remporte le chrono de Lorient et l'étape des Deux Alpes. Le lendemain, il passe en tête du col du Galibier mais il est distancé dans la montée finale vers La Plagne. Il termine 4e du général et 3e du classement de la montagne à Paris. 
En 2003, il est non-partant lors de la 18e étape sans avoir pesé sur la course. 
En 2004, il termine 75e en se contentant d'un rôle d'équipier pour Jan Ullrich et Andreas Klöden. En 2005, il est échappé sur la route de Briançon, passe en tête du col de la Madeleine et du col du Télégraphe mais il est battu au sprint par Alexandre Vinokourov. À Paris, il termine 51e du général et 6e du classement de la montagne. 
En 2006, il est écarté de l'équipe pour son implication dans l'Affaire Puerto.

### Dopage
Santiago Botero a été contrôlé positif à la testostérone en 1999. Pour ce premier contrôle, il écope d'une suspension de six mois par l'UCI, bien qu'il ait invoqué un taux naturel élevé pour son cas. Il est de nouveau contrôlé positif à cette substance en 2002. Pour celui-ci, il a échappé aux sanctions en produisant une justification thérapeutique. À la suite de l'affaire Puerto, il a également été écarté de son équipe pour le Tour de France 2006.

### Retraite du cyclisme
Il vit actuellement en Colombie et à Madrid, en Espagne, avec sa femme. Botero a rejoint l'équipe nationale américaine, Rock Racing, pour la saison 2008. 
En juillet 2010, il a annoncé sa retraite définitive du cyclisme professionnel. 
En août de cette année-là, Botero a participé avec succès au Tour de Colombie, sa dernière grande compétition avant de prendre sa retraite. Avant de mettre fin à sa carrière professionnelle, il a également réussi à obtenir deux médailles d'or aux Jeux sud-américains de 2010.
Le cycliste colombien avait 38 ans au moment de sa retraite, travaillant comme professionnel pendant 15 ans, ce qui a fait de lui l'un des meilleurs athlètes de son pays.
Botero est également administrateur d'entreprise à l'Université Eafit, dans son pays. Il a également étudié la gestion des services à l'Université de Medellin.

## Honneurs
Botero est décoré pour l'ensemble de sa carrière et pour l'exemple qu'il représente pour le peuple colombien. 
L'association colombienne Coldeportes a récompensé Botero pour sa carrière sportive, exemplaire pour les autres cyclistes du pays. En 2020, il a été invité par cette organisation à participer à l'équipe de travail colombienne pour les Jeux olympiques de Londres en 2012.

## Palmarès

### Palmarès année par année
- 1993
  -   Champion de Colombie de VTT amateur[12]
- 1995
  -  Champion de Colombie du contre-la-montre espoirs
- 1997
  - Prologue du Tour du Chili
- 1998
  - 2e étape du Grand Prix international Mitsubishi MR Cortez
  - 2e du Grand Prix international Mitsubishi MR Cortez
  - 4e du Tour de Romandie
- 1999
  - 2e étape du Tour d'Andalousie
  - 5e étape du Paris-Nice
  - 2e du Tour d'Andalousie
  - 3e de Paris-Nice
- 2000
  - Tour de France :
    -  Classement de la montagne
    - 13e étape

  - 7e du Tour de France
- 2001
  - Clásica a los Puertos de Guadarrama
  - 7e (contre-la-montre) et 21e (contre-la-montre) étapes du Tour d'Espagne
  -  Médaillé de bronze du championnat du monde du contre-la-montre
  - 8e du Tour de France
- 2002
  -  Champion du monde du contre-la-montre
  - Classique des Alpes
  - 9e (contre-la-montre) et 15e étapes du Tour de France
  - 16e étape du Tour d'Espagne
  - 3e étape du Critérium du Dauphiné libéré (contre-la-montre)
  - 4e du Tour de France
- 2003
  - 3e de la Clásica de Alcobendas
- 2004
  - 8e du contre-la-montre aux Jeux olympiques d'Athènes
- 2005
  - Tour de Romandie :
    - Classement final
    - 5e étape (contre-la-montre)

  - 1re étape du Tour de Catalogne (contre-la-montre par équipes)
  - 3e (contre-la-montre) et 6e étapes du Critérium du Dauphiné libéré
  - 2e du Critérium du Dauphiné libéré
- 2006
  - 2e du Tour de Catalogne
- 2007
  -  Médaillé d'or du contre-la-montre aux Jeux panaméricains de Rio de Janeiro

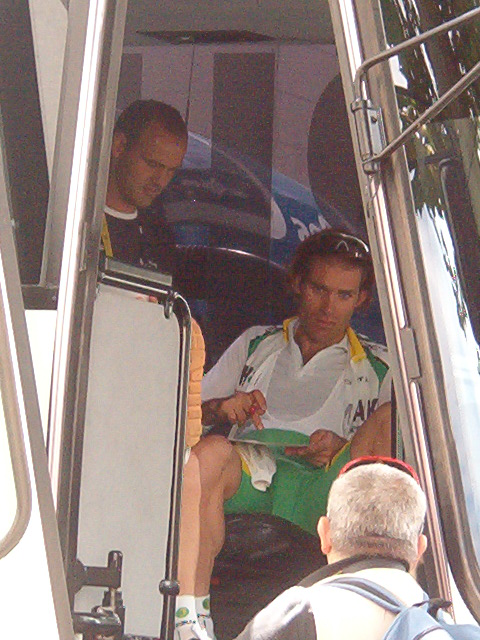
Santiago Botero au Tour de France 2005, dans le car de la Phonak

  -  Champion de Colombie du contre-la-montre
  - Clásica de Rionegro :
    - Classement général
    - 3e étape (contre-la-montre)

  - Prologue de la Vuelta al Valle del Cauca
  - Clásica de Marinilla :
    - Classement général
    - 4e étape (contre-la-montre)

  - Tour de Colombie :
    - Classement général
    - Prologue, 6e et 14e (contre-la-montre) étapes
- 2008
  - Prologue du Tour de Colombie
  - Redlands Bicycle Classic :
    - Classement général
    - 2e étape

  - 1re étape de la Cascade Classic
  - 6e de la course en ligne des Jeux olympiques de Pékin
- 2009
  -  Champion de Colombie du contre-la-montre
  - 7e étape du Tour de Colombie (contre-la-montre)
  - 1re étape de la Clásica de El Carmen de Viboral (contre-la-montre)
  - 2e de la Clásica de El Carmen de Viboral
- 2010
  -  Médaillé d'or de la course en ligne aux Jeux sud-américains de Medellín
  -  Médaillé d'or du contre-la-montre aux Jeux sud-américains de Medellín

### Résultats sur les grands tours

#### Tour de France
6 participations
- 2000 : 7e du classement général, vainqueur  du classement de la montagne et de la 13e étape.
- 2001 : 8e du classement général.
- 2002 : 4e du classement général et vainqueur des 9e (contre-la-montre) et 15e étapes.
- 2003 : non partant (18e étape).
- 2004 : 75e du classement général.
- 2005 : 51e du classement général.

#### Tour d'Espagne
6 participations
- 1997 : 98e du classement général.
- 2000 : 72e du classement général.
- 2001 : 18e du classement général, vainqueur des 7e (contre-la-montre) et 21e (contre-la-montre) étapes, et porteur du  maillot or de leader pendant 2 jours.
- 2002 : 66e du classement général et vainqueur de la 16e étape.
- 2004 : abandon (5e étape).
- 2005 : abandon (10e étape).

#### Tour d'Italie
1 participation
- 1998 : 51e du classement général.

### Résultats sur les championnats

#### Jeux olympiques
| 3 participations. - 2000 : Abandon. - 2004 : 31e au classement final. - 2008 : 6e au classement final. | 2 participations. - 2004 : 8e au classement final. - 2008 : 25e au classement final. |

#### Championnats du monde de cyclisme sur route
| 2 participations. - 2001 : 29e au classement final. - 2002 : 128e au classement final. | 2 participations. - 2001 : 3e au classement final. - 2002 : Champion du monde. |

#### Jeux panaméricains

##### Contre-la-montre
1 participation.
- 2007 :  Vainqueur de l'épreuve.

#### Jeux sud-américains
| 1 participation. - 2010 : Vainqueur de l'épreuve. | 1 participation. - 2010 : Vainqueur de l'épreuve. |

### Classements mondiaux
| Année              | 2005 | 2006 | 2007 | 2008 | 2009 | 2010 |
| ------------------ | ---- | ---- | ---- | ---- | ---- | ---- |
| Classement ProTour | 19e  | 61e  |      |      |      |      |
| UCI America Tour   |      |      | 8e   | 14e  | 247e | 133e |